# Aulus Avillius Flaccus
Aulus Avillius Flaccus († 39 n.Chr.) was een Romeins politicus die behoorde tot de stand van de equites. Van 32 na Chr. tot kort voor 20 oktober 38 was hij Praefectus Alexandreae et Aegypti, toentertijd het hoogste ambt dat iemand uit de equites kon bereiken.

## Jeugd en vroege Carrière
Flaccus werd geboren in Rome. De datum van zijn geboorte valt uit de overgeleverde historische bronnen niet meer te herleiden. Hij groeide op als speelkameraad van de twee erfgenamen van keizer Augustus, Gaius Caesar en zijn broer Lucius Caesar, en raakte tevens bevriend met de latere Romeinse keizer Tiberius. Tijdens het proces tegen Agrippina de Oudere, de moeder van de latere keizer Caligula die vanwege problemen met Tiberius verbannen werd (29 na Chr.), trad Flaccus op als aanklager.

## Praefectus Alexandreae et Aegypti
Van 32 tot 38 na Chr. was Flaccus Praefectus Alexandreae et Aegypti. Hij trad er hard op en maakte daardoor veel politieke vijanden, maar wist zich zolang Tiberius leefde gesteund door de keizer. Toen Tiberius in 37 echter overleed, brak er voor Flaccus een onzekere periode aan, mede doordat hij de zijde had gekozen van Tiberius Gemellus, waarmee hij zich opstelde tegenover Caligula, die de opvolger van Tiberius zou worden. In de kwetsbare situatie waarin Flaccus zich nu bevond, trachtte hij te voorkomen dat zijn politieke tegenstanders een aanklacht tegen hem zouden indienen bij de nieuwe keizer. Daarom bevoordeelde hij de Alexandrijnen nadrukkelijk boven de Joodse inwoners van Alexandrië. Dit leidde echter tot grote spanningen tussen de Alexandrijnen en de Joodse gemeenschap in Alexandrië.
De spanningen kwamen tot een hoogtepunt toen Herodes Agrippa I, die bevriend was met Caligula en kort tevoren koning van het Joodse land was geworden, Alexandrië bezocht. Na zijn vertrek bootste een groep Alexandrijnen op carnavaleske wijze een koningsoptocht na. De Joodse gemeenschap vatte dit op als een provocatie en er braken hevige rellen uit, waarbij Joden en Alexandrijnen over een weer slaags raakten, maar waarbij vooral Joden het slachtoffer werden. Flaccus koos opnieuw de zijde van de Alexandrijnen, waar hij de meeste tegenstanders had, en trad hard op tegen de leiders van de Joodse gemeenschap, ondanks dat zij het Romeins burgerschap hadden. Bovendien verklaarde hij de Joden tot vreemdelingen. Ook liet hij beelden van Caligula in de synagoges plaatsen, waarmee hij de synagoges ongeschikt maakte als gebedsplaats en de Joden ernstig beledigde.
Voor Flaccus zelf mocht dit alles echter niet baten. Zijn Alexandrijnse tegenstanders klaagden hem toch aan bij Caligula, die Flaccus ongeveer een maand na de rellen uit zijn ambt onthief. Caligula was bovendien Flaccus' eerdere politieke opstelling niet vergeten en liet Flaccus aanklagen voor hoogverraad. Flaccus werd verbannen naar Andros, waar hij in 39 werd geëxecuteerd.

## Antieke bron
De belangrijkste antieke bron voor het leven van Flaccus is Philo van Alexandrië, die zijn boek In Flaccum (waarin hij de pogrom in Alexandrië beschrijft) naar hem vernoemd heeft.